# Моэль
Моэль (Мохел, ивр. מוֹהֵל‎ [moˈhel], ашкеназское произношение [ˈmɔɪ.əl], множественное число: ивр. מוֹהֲלִים‎ mohalim [mo.haˈlim], императорский арамейский: ивр. מוֹהֲלָא‎ mohala, «обрезающий») — мужчина-еврей, обученный практике брит-мила, «завета мужского обрезания». Женщин, прошедших обучение этой практике, называют «моэлет».

## Этимология

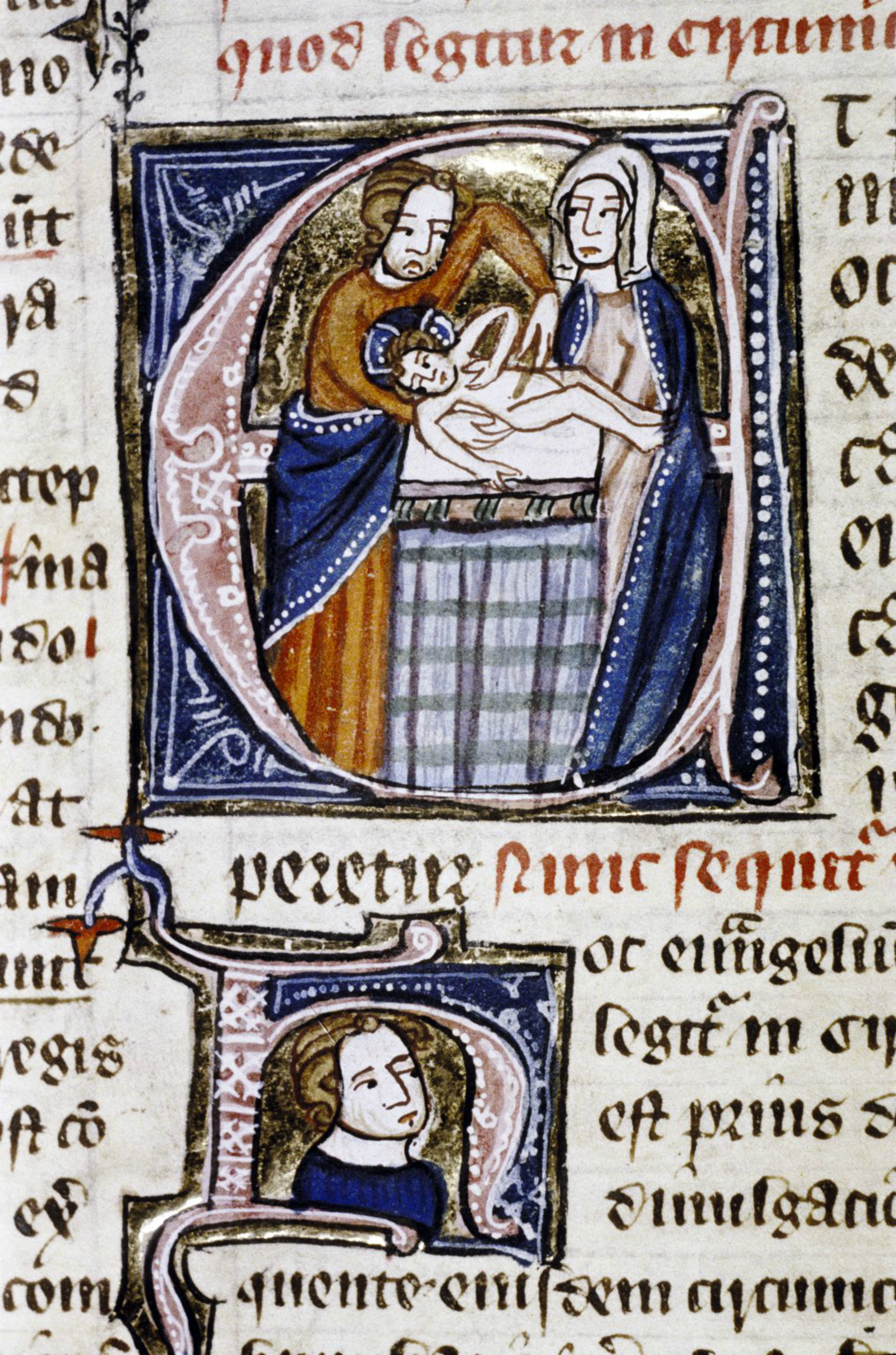
Исторически заглавная буква E, изображающая моэля, совершающего обрезание Иисуса, в сопровождении Марии (ок. 1350 г.)

Существительное «моэль» (арамейский «моала»), означающее «обрезчик», происходит от той же основы глагола, что и мила (обрезание). Впервые это существительное появилось в IV веке как титул обрезчика (Шаббат (Талмуд) 156а).

## Возникновение обрезания в иудаизме
Для евреев мужское обрезание является обязательным, как предписано в Торе. В Книге Бытия оно описывается как знак завета частей между Яхве и потомками Авраама:

И сказал Бог Аврааму: «И ты, должен соблюдать завет Мой, ты и потомки твои после тебя в роды их. Сей есть завет Мой, который вы должны соблюдать между Мною и вами и между потомками твоими после тебя: да будет обрезан у вас весь мужеский пол. И крайняя плоть ваша должна быть обрезана; и это будет знаком завета между Мною и вами. И восьми дней от роду да будет обрезан у вас весь мужеский пол в роды ваши, рожденный в доме или купленный за серебро у какого-либо иноплеменника, который не от семени твоего. Рожденный в доме твоем и купленный за серебро твое должен быть обрезан; и будет завет Мой на плоти вашей заветом вечным. Необрезанный же мужеского пола, который не обрежет крайней плоти своей, истребится душа та из народа своего; он нарушил завет Мой».

В книге Левит:

И сказал Господь Моисею: скажи сынам Израилевым: если женщина родит младенца мужеского пола, то она нечиста будет семь дней; как во дни нечистоты болезни своей она будет нечиста; и в восьмой день должна быть обрезана крайняя плоть его. И должна она пребывать в крови очищения тридцать три дня; ни к чему святому не должна прикасаться и входить во святилище, пока не исполнятся дни очищения ее.

## Функции
Согласно Библии, отец младенца (ав а-бен) должен сам провести обрезание. Однако, поскольку большинство отцов не чувствуют себя комфортно или не имеют соответствующей подготовки, они назначают моэля или моэлет. Моэли специально обучены обрезанию и ритуалам, связанным с этой процедурой. Многие из них имеют квалификацию врача или раввина (некоторые являются и тем, и другим) или канторами, и сегодня они обязаны получить соответствующее обучение, как религиозное, так и медицинское.
Традиционно моэли используют скальпель для обрезания новорожденного. Сегодня врачи и некоторые неортодоксальные моэли используют перфорирующий зажим перед тем, как разрезать кожу. Зажим облегчает точность и сокращает время восстановления. Ортодоксальные моэли отвергли перфорирующие зажимы, утверждая, что, раздавливая и убивая кожу, они причиняют новорожденному много ненужной боли, полностью перекрывая приток крови, что согласно еврейскому закону опасно для ребенка и строго запрещено, а также делает орлах (крайнюю плоть) обрезанной до надлежащего ритуального разреза.

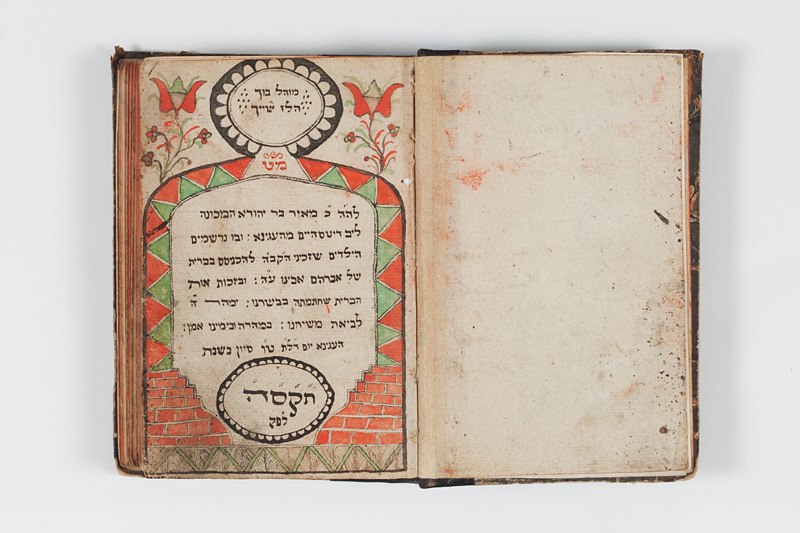
Моэлевская книга из Хегенхайма (Франция), датированная 1805—1849 гг. Сегодня находится в коллекции Еврейского музея Швейцарии.

Согласно еврейскому закону, моэли должны брать кровь из раны от обрезания. Большинство делают это вручную с помощью отсасывателя, но некоторые следуют традиционной практике, делая это ртом. Центры по контролю и профилактике заболеваний выпустили предупреждение в 2012 году о последствиях для здоровья последней практики, сославшись на одиннадцать случаев неонатального вируса простого герпеса (HSV) и два зарегистрированных смертельных случая. Обзор случаев неонатальных инфекций HSV в Израиле за 2013 год выявил ритуальное обрезание как источник передачи HSV-1 в 3% случаев.
Многие моэли продолжают практику перечисления имен и дат рождения мальчиков, которых они обрезают, в небольших брошюрах. Эти книги стали важными документами для генеалогической науки. Все чаще эти заметки об обрезании оцифровываются.

## Женщины
Согласно традиционному еврейскому закону, если нет еврейского эксперта-мужчины, еврейская женщина, имеющая необходимые навыки, также имеет право провести обрезание. Неортодоксальный иудаизм позволяет женщинам быть моалот (ивр. מוֹהֲלוֹת‎, множественное число от ивр. מוֹהֶלֶת‎, 'моэлет', женский род от моэль), без ограничений. В 1984 году Дебора Коэн стала первой моэлет, получившей сертификат по программе реформистского иудаизма.

## Массовая культура
- В популярном ситкоме «Сайнфелд» моэль, которого играет Чарльз Левин, появляется в эпизоде The Bris.
- В пародийном фильме «Робин Гуд: Мужчины в трико» раввин Такман (пародия на Брата Тука, которого играет Мел Брукс) выступает в роли «выдающегося моэля» Ноттингема, используя миниатюрную гильотину.
- Песня «Странного Эла» Янковича «Pretty Fly for a Rabbi», пародия на «Pretty Fly (for a White Guy)», содержит строчку «Родители платят моэлю, а он оставляет себе чаевые!»
- В эпизоде «Ох уж эти детки!» персонажи идут по центру древнего Израиля мимо магазина под названием «моэль», рекламирующего «стоимость обрезания».[19]
- Филипп Шерман, один из самых плодовитых моэлей в Соединенных Штатах, был назван «лучшим моэлем Америки» и «самым занятым моэлем в Нью-Йорке» в национальных и региональных СМИ.[20][21]